# Oparbella bicolor
Espèce
Oparbella bicolor est une espèce de solifuges de la famille des Solpugidae.

## Distribution
Cette espèce est endémique de Tunisie. Elle se rencontre vers Sfax.

## Description
La femelle holotype mesure 30 mm.

## Publication originale
- (de) Carl Friedrich Roewer, « Solifuga, Palpigrada », dans Dr. H.G. Bronn's Klassen und Ordnungen des Thier-Reichs, wissenschaftlich dargestellt in Wort und Bild, vol. V : Arthropoda, Leipzig, Akademische Verlagsgesellschaft M. B. H., 1934 (lire en ligne), p. 481-723.